# Molarna prostornina
Molárna prostornína ali mólski volúmen (oznaka {\displaystyle V_{m}}, {\displaystyle v_{m}}, {\displaystyle {\overline {V}}} ali starejše {\displaystyle {\mathfrak {V}}}) je prostornina enega mola dane snovi. Izračunamo jo lahko kot kvocient med molsko maso M in gostoto ρ te snovi, kot produkt med specifično prostornino v in molsko maso, ali kot kvocient med prostornino in množino snovi n:
{\displaystyle V_{m}={\frac {M}{\rho }}=vM={\frac {V}{n}}\!\,.}
Mednarodni sistem enot predpisuje za molarno prostornino izpeljano enoto m3/mol.
Za idealni plin lahko definiramo »standardno molarno prostornino« kot prostornino, ki ga zavzame en mol izbrane snovi v plinastem agregatnem stanju pri standardnih pogojih (0 °C – zmrzišče vode – in 101,325 kPa – običajni atmosferski tlak). Iz splošne plinske enačbe sledi, da je standardna molarna prostornina za vse pline enaka:
{\displaystyle {\frac {V}{n}}={\frac {RT^{\Theta }}{p^{\Theta }}}=22,413996\cdot 10^{-3}\,\mathrm {m} ^{3}/\mathrm {mol} \!\,.}
Pri tem označujeta {\displaystyle T^{\Theta }} in {\displaystyle p^{\Theta }} standardno temperaturo in tlak, R pa je splošna plinska konstanta.
Za trdnine navadno navajajo molarno prostornino pri sobni temperaturi (298,15 K).